# كاسبار وولف
كاسبار وولف (بالألمانية: Caspar Wolf )‏ (و. 1735 – 1783 م) هو رسام سويسري، توفي في هايدلبرغ، عن عمر يناهز 48 عاماً.

## روابط خارجية
- كاسبار وولف على موقع ديسكوغز (الإنجليزية)